# 香農山 (阿肯色州)
香農山（英語：Shannon Hills）是一個位於美國阿肯色州薩林縣的城市。

## 地理
香農山的座標為34°37′19″N 92°24′03″W / 34.62194°N 92.40083°W，而該地的平均海拔高度為103米（即338英尺）。

## 人口
根據2020年美國人口普查的數據，香農山的面積為6.84平方千米，皆為陸地。當地共有人口4490人，而人口密度為每平方千米656人。